# 亞美尼亞蘇維埃社會主義共和國國旗
亞美尼亞蘇維埃社會主義共和國國旗（俄语：Флаг Армянской ССР）是為蘇聯加盟共和國亞美尼亞蘇維埃社會主義共和國使用的國旗。第一版啟用於1922年2月2日，而最後一個版本啟用於1952年12月17日。
最初的國旗左上角有國名西里爾字母縮寫。1936年外高加索蘇維埃聯邦社會主義共和國解體後的版本改用亞美尼亞字母，又加上鐮刀錘子圖案。最後一個版本三色旗樣式仿照蘇聯國旗，中間有佔旗高四分之一的藍色橫條。蓝色代表塞凡湖。1990年亚美尼亚宣布独立後，恢復使用亞美尼亞第一共和國的紅藍黃三色，但比例採用1:2而非第一共和國時的2:3，沿用至今。

## 歷代國旗一览表
- 亞美尼亞蘇維埃社會主義共和國
1920年－1922年
- 外高加索蘇維埃聯邦社會主義共和國
1925年－1936年
- 外高加索蘇維埃聯邦社會主義共和國
1922年－1936年
- 亞美尼亞蘇維埃社會主義共和國
1936年－1936年
- 亞美尼亞蘇維埃社會主義共和國
1936年－1940年
- 亞美尼亞蘇維埃社會主義共和國
1940年－1952年
- 亞美尼亞蘇維埃社會主義共和國
1952年－1990年
- 亞美尼亞蘇維埃社會主義共和國
1990年
- 亞美尼亞共和國
1990年－1991年